# Estación de Carcavelos
La Estación Ferroviaria de Carcavelos es una plataforma de ferrocarriles de la Línea de Cascaes, que sirve a la localidad de Carcavelos, en Portugal; fue inaugurada el 30 de septiembre de 1889.

## Descripción

### Localización y accesos
Tiene acceso por la Calle Dr. Manuel de Arriaga, en la localidad de Carcavelos.

### Vías y plataformas
En el mes de enero de 2011, tenía tres vías de circulación, con 215, 309 y 254 metros de longitud; las plataformas tenían 201 y 200 metros de extensión, y 110 centímetros de altura.

## Historia

### Construcción e inauguración
La Compañía Real de los Caminhos de Ferro Portugueses fue autorizada, por un contrato de 5 de mayo de 1860, y por la circular del 9 de abril de 1887, a proceder a la construcción y explotación de una conexión ferroviaria entre la Estación de Santa Apolónia, en el Muelle de los Soldados, en Lisboa, y Cascaes; el primer tramo, entre Pedrouços y Cascaes, fue abierto al servicio el 30 de septiembre de 1889.

### SigloXX
En 1902, una comisión de propietarios de las localidades de Carcavelos y Parede solicitó, al consejo de administración de la Compañía Real, que algunos de los servicios rápidos de la Línea de Cascaes parasen en aquellas estaciones. En 1933, fueron efectuadas, en esta estación, varias obras de reparación.